# نظام مراقبة السفن (VMS)

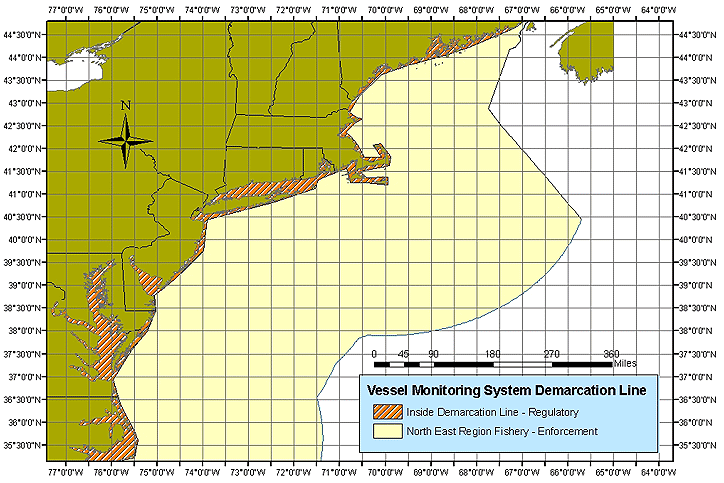

نظام مراقبة السفن (ويسمى إختصاراً بـ VMS) هو نظام مخصص بشكل أساسي لمراقبة السفن وإدارة مصايد الأسماك، حيث يقوم هذا النظام بتحديد موقع السفن، وبإرسال المعلومات بشكل دوري إلى محطات المراقبة. ويعتمد هذا النظام بشكل أساسي على الأقمار الصناعية للحصول على معلومات الموقع والوقت.
ويساعد هذا النظام العديد من الدول في رصد أنشطة السفن المحلية والأجنبية، عن طريق تتبع مسارها، ورصد أي سفينة مخالفة للقوانين الجاري بها العمل.